# Jérôme Bonnardel
Pour les articles homonymes, voir Bonnardel.
Jérôme Bonnardel, né le 31 janvier 1972, est un céiste français de descente.

## Carrière
Il remporte la médaille d'or en C-1 classique par équipe avec Jean-Luc Christin et Dominique Rouvel aux Championnats du monde de descente 1993 à Mezzana. Aux Championnats du monde de descente 1995 à Bala, il obtient la médaille d'argent en C-1 classique par équipe avec Samuel Nardon et Dominique Rouvel et la médaille de bronze en C-1 classique individuel.